# Chirotica confederatae
Chirotica confederatae là một loài tò vò trong họ Ichneumonidae.